# Fekvő nő

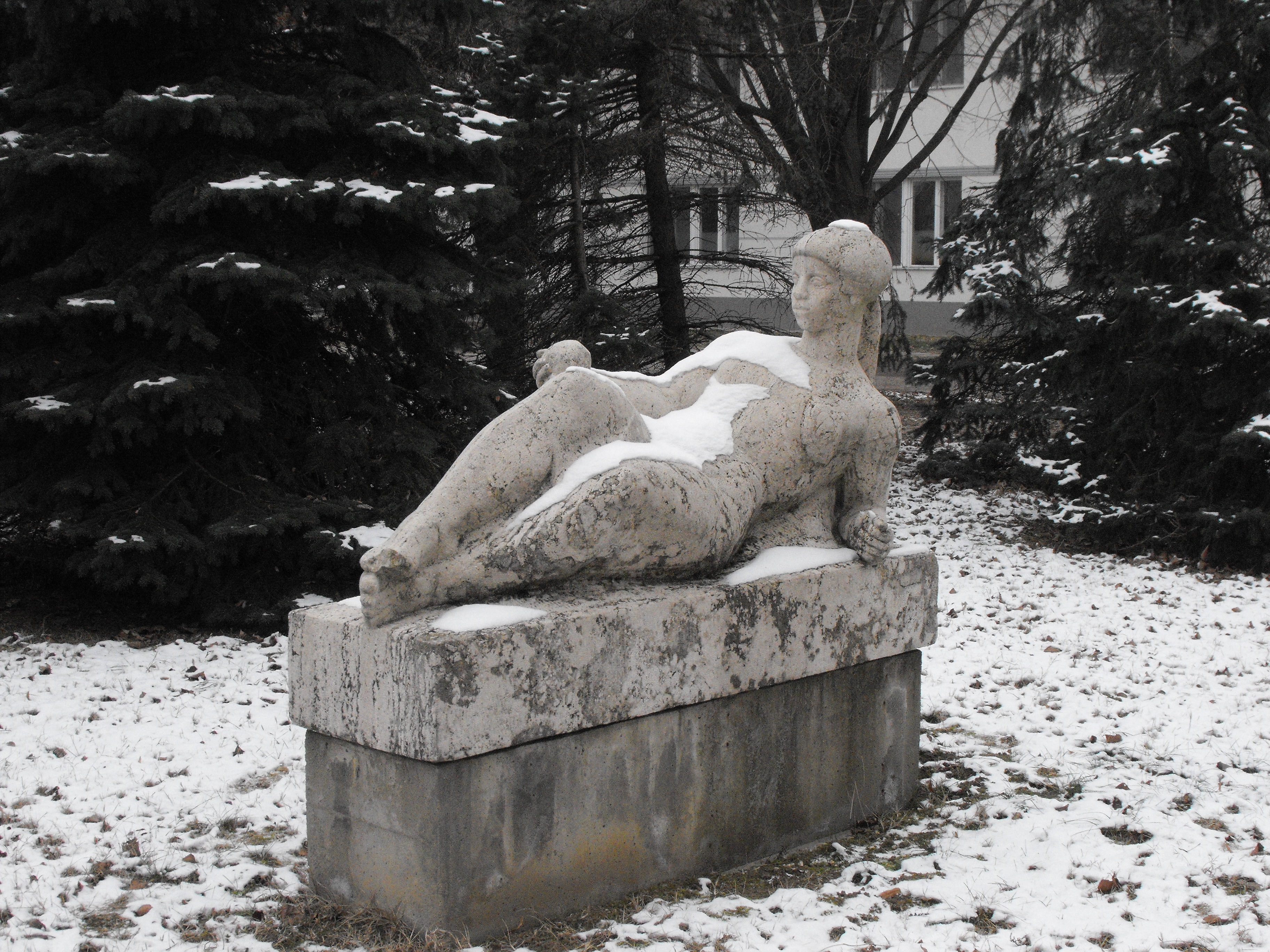
A kőszobor 2009 januárjában

A Fekvő nő vagy Fekvő leány egy makói szobor, Radó Károly alkotása.
A művész 1966-ban készítette el a kőszobrot, amit az Erzsébet árvaház udvarán (az épület akkoriban tüdőgondozó volt) helyeztek el. Az épület később ideg-elme osztálynak adott otthont, majd 2004-ben minden feladatellátás átkerült a Dr. Diósszilágyi Sámuel Kórház - Rendelőintézet épületébe, az egykori árvaház eklektikus tömbje pedig a városi önkormányzat tulajdonába került. A szobrot is elmozdították eredeti helyéről, és jelenleg a kórház udvarán található, restaurálásra szoruló állapotban.